# Tan Zhongyi
Tan Zhongyi (谭中怡; Tán Zhōngyí), född 29 maj 1991 i Chongqing, i centrala Kina är en kinesisk schackspelare. Hon blev stormästare 2017 innehade titeln världsmästarinna i schack 2017–2018.

## Schackkarriär
Tan vann världsmästerskapet för flickor (U10) två år i rad, 2000 och 2011, dvs. som både 9- och 10-åring. Hon följde upp detta med att vinna motsvarande världsmästerskap 2002 för flickor (U12).
I augusti–september 2008 deltog hon i världsmästerskapet i schack för damer, som var en knock out-turnering. Här blev hon utslagen redan i andra ronden av Pia Cramling med poängen  ½-1½.
2011 vann hon damklassen av tävlingen 2011 Summer Universiade i Shenzhen i Kina, vilket starkt bidrog till att det kinesiska laget vann guldmedalj.
2014 blev Tan asiatisk mästarinna i snabbschack vid mästerskapstävlingarna i Sharjah, I Förenade Arabemiraten. Året efter, i maj 2015, följde hon upp detta med att vinna det kinesiska mästerskapet i schack för damer i Xinghua. Månaden efter vann hon den femte upplagan av Masters-turneringen för kineska damer med 7/9 poäng, en hel poäng före Lei Tingjie som kom på andra plats.
I augusti 2015 försvarade hon sin titel som asiatisk mästarinna i snabbschack vid tävlingarna i al-Ayn.
Vid Schackolympiaden i Baku 2016 spelade hon på bord 4 när Kina erövrade lagguldet för damer före Polen och Ukraina.

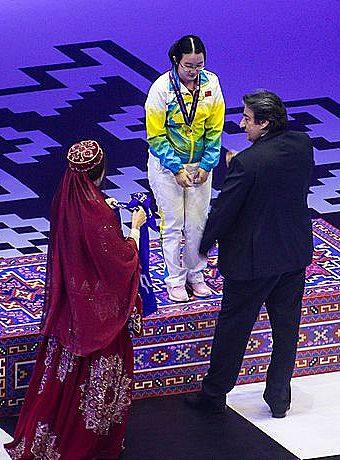
Tan Zhongyi mottar guldmedalj under den 42:a Schackolympiaden 2016.

2017 kvalificerade Tan för att få möta världsmästarinnan i schack, stormästaren Anna Muzytjuk. De klassiska partierna slutade med oavgjort, 2-2, efter varsin vinst och två remier. I det påföljande snabbschacket remiserade Tan som svart och vann sedan sitt parti med de vita pjäserna, och blev sålunda ny världsmästarinna. Hon tog samtidigt den sista normen för att bli stormästare (GM) i schack.
Året efter förlorade hon världmästartiteln mot landsmanninan Ju Wenjun. En match där hon tidigt kom i underläge och inte lyckades utjämna, utan förlorade med 4½-5½ poäng.